# Hana Růžičková
Hana Růžičková (* 18. Februar 1941 in Třebotov; † 29. Mai 1981 in Prag) war eine tschechoslowakische Turnerin, die bei zwei Olympischen Spielen Medaillen erturnte.

## Karriere
Bei den Olympischen Spielen 1960 in Rom gewann die Riege aus der Tschechoslowakei mit Eva Bosáková, Věra Čáslavská, Matylda Matoušková-Šínová, Hana Růžičková, Ludmila Švédová und Adolfína Tačová die Silbermedaille im Mannschaftswettbewerb hinter der Riege aus der Sowjetunion und vor der Riege aus Rumänien. Hana Růžičková belegte in der Einzelwertung den 33. Platz, ihre beste Wertung an einem Einzelgerät war der 26. Rang am Schwebebalken.
Zwei Jahre später wurden die Turn-Weltmeisterschaften 1962 in Prag ausgetragen. Eva Bosáková, Věra Čáslavská, Libuše Cmíralová, Hana Růžičková, Ludmilla Švédová und Adolfina Tkačíková(-Tačová) gewannen hinter der sowjetischen Riege die Silbermedaille in der Mannschaftswertung.
Auch bei den Olympischen Spielen 1964 in Tokio siegte die sowjetische Riege vor der Riege aus der Tschechoslowakei, die diesmal in der Besetzung Věra Čáslavská, Márianna Krajčírová, Jána Posnerová, Hana Růžičková, Jaroslava Sedláčková und Adolfína Tkačíková antrat. In der Einzelwertung belegte Hana Růžičková den fünften Platz. Als Siebte der Qualifikation verpasste sie knapp das Gerätefinale am Stufenbarren, während sie am Schwebebalken das Finale erreichte und den fünften Platz belegte.